# Jerzy VII Fryderyk Henckel von Donnersmarck
Jerzy VII Fryderyk Henckel von Donnersmarck (ur. 26 sierpnia 1611 w Wiedniu, zm. 9 maja 1671 t) – baron i hrabia cesarstwa, pan Tarnowskich Gór i Bytomia.

## Życiorys
Urodził się 26 sierpnia 1611 w Wiedniu. Był najmłodszym synem Łazarza II i Marii Jakuby von Bayr (Payr).
Władzę nad ziemią bytomską sprawował jeszcze za życia ojca razem ze starszym bratem Gabrielem. 21 lipca 1650 r. wspólnie wydali zalecenie bytomianom, aby uczcili fakt zakończenia wojny trzydziestoletniej biciem w dzwony i uroczystą mszą św. 5 stycznia 1659 r. zażądał od mieszczan Bytomia aby ciało samobójcy pogrzebał kat, a nie duchowny. Rok później, wiosną zmienił wyrok śmierci w jednej ze spraw ze spalenia na stosie na ścięcie mieczem, potem jednak nakazał spalenie na stosie. Po śmierci ojca (1664) otrzymał zamek w Świerklańcu oraz miasto Tarnowskie Góry. Dwa lata później po Gabrielu dostał także Bytom. 27 lipca 1665 r. wydał przywilej w którym zobowiązywał się do przestrzegania wszystkich dotychczasowych praw nadanych jego poddanym. W 1668 r. zezwolił wrocławskiemu kupcowi Karolowi Jungowi na wydobywanie rud na terenie Borka, Radzionkowa i Stolarzowic. Za niezbyt szybkie jego zdaniem wykonywanie poleceń nałożył na bytomskich rzemieślników kary. Żony trzech bytomian za odmowę bielenia płótna dla hrabiny, nakazał aresztować. 13 grudnia 1669 r. zatwierdził statut tarnogórskiego cechu sukienników. Rok później interweniował w spór toczący się w Starych Tarnowicach między tamtejszym proboszczem a właścicielem osady. Jego przedstawiciel był obecny przy rozpatrywaniu sprawy przez urzędników z Urzędu Zwierzchniego z Wrocławia. W 1669 r. na ziemi bytomskiej przebywał kandydujący do polskiego tronu Karol książę Lotaryngii. Zatrzymał się w tarnogórskiej rezydencji hrabiego w tzw. zamku.
Zmarł 9 maja 1671 w Wiedniu. Pochowany został zapewne w Bytomiu. Grób się nie zachował.

## Rodzina
Żonaty był z Anną Heleną von Kaunitz. Miał z nią dwóch synów: Leona Ferdynanda i Karola Maksymiliana, założycieli dwóch, głównych, istniejących do dziś linii Hencklów.